# Islote de la Tradelière
Islote de la Tradelière (en francés: Îlot de la Tradelière) es el nombre que recibe una isla deshabitada de Francia perteneciente al archipiélago de las islas de Lerins (îles de Lérins), que está situada en el mar Mediterráneo, al este de la Isla de Santa Margarita (île Sainte-Marguerite). Administrativamente forma parte de la región francesa de Provenza-Alpes-Costa Azul (Provence-Alpes-Côte d'Azur), específicamente en el departamento de los Alpes Marítimos.